# Maggie Greenwald
Pour les articles homonymes, voir Greenwald.
Maggie Greenwald, née le 23 juin 1955 à Manhattan (New York), est une réalisatrice et scénariste américaine.

## Biographie
Maggie Greenwald est mariée depuis 1993 avec le violoniste et compositeur américain David Mansfield avec qui elle a deux enfants.

## Filmographie

### Comme réalisatrice
- 1987 : Home Remedy
- 1989 : The Kill-Off
- 1993 : The Ballad of Little Jo
- 1994 : The Adventures of Pete & Pete (série télévisée)
- 1996 : The Mystery Files of Shelby Woo (série télévisée)
- 2000 : Songcatcher
- 2001 : Les Liens du cœur (What Makes a Family) (TV)
- 2002 : Get a Clue (TV)
- 2003 : Une dernière volonté (Tempted) (TV)
- 2003 : Comfort and Joy (en) (TV)
- 2005 : Wildfire (série télévisée)
- 2011 : Le Visage d'un prédateur (Good Morning, Killer) (TV)
- 2013 : The Last Keepers
- 2016 : Sophie and the Rising Sun
- 2018 : Noël en héritage (Christmas on Honeysuckle Lane) (TV)

### Comme scénariste
- 1987 : Home Remedy
- 1989 : The Kill-Off
- 1993 : The Ballad of Little Jo
- 2000 : Songcatcher
- 2016 : Sophie and the Rising Sun